# Alfred Petersen (Verbandsfunktionär)
Alfred Petersen (* 9. April 1885 in Hamburg; † 22. Juni 1960 in Frankfurt am Main) war ein deutscher Ingenieur, Vorstandsvorsitzender der Metallgesellschaft und erster Präsident der IHK Frankfurt am Main und des Deutschen Industrie- und Handelstages nach 1945.

## Leben
Alfred Petersen wurde am 9. April 1885 in Hamburg als jüngster unter acht Geschwistern geboren. Er ist ein Bruder von Carl und Rudolf Petersen, die später beide Erster Bürgermeister der Hansestadt wurden. Alfred Petersen besuchte das Wilhelms-Gymnasium, wo er zu Michaelis 1904 das Reifezeugnis erhielt. Anschließend studierte er Ingenieurwissenschaften und promovierte 1913 in Berlin zum Dr. Ing. Wilhelm Merton, der Gründer der Metallgesellschaft, engagierte den jungen Ingenieur, um ein wissenschaftlich fundiert arbeitendes und gut ausgestattetes Labor aufzubauen. Petersen kam 1913 zur Metallgesellschaft und wurde 1917 auf Empfehlung Mertons zum Vorstandsmitglied der Metallbank und Metallurgischen Gesellschaft berufen. 1932 wurde er zusammen mit Alfred Merton, Rudolf Euler, des Schwiegersohns des Mitbegründers Zachary Hochschild, und Julius Sommer Mitglied eines vierköpfigen Zentralausschusses. Petersen, der mütterlicherseits jüdische Großeltern hatte, wurde im September 1938 zusammen mit seinem Direktoren-Kollegen Hermann Schmidt-Fellner durch die Gestapo in Untersuchungshaft genommen. Beiden wurde vorgeworfen, dass sie ein ausländisches Konkurrenzunternehmen gründen wollten. Daraufhin gab er im Oktober aus der Haft heraus seine Vorstandsmandate auf. 1945 trat er als ordentliches Vorstandsmitglied wieder in die Metallgesellschaft ein. 1946 wurde er durch das Amt für Vermögenskontrolle zum Treuhänder mit weitgehenden Befugnissen ernannt. Danach wurde er Vorstandsvorsitzender und 1958 Aufsichtsratsvorsitzender der Metallgesellschaft.
Er war Aufsichtsratsmitglied der Vereinigten Aluminium-Werke, der Vereinigten Deutschen Metallwerke AG aber auch der Siemens Gesellschaften und der wiedergegründeten Dresdner Bank.

## Verbandsfunktionär
Nach 1945 bemühte er sich als erster Nachkriegspräsident der IHK Frankfurt zusammen mit dem Hauptgeschäftsführer Werner Hilpert um die Vernetzung der Industrie- und Handelskammern Hessens. Da die US-amerikanische Militärregierung Hessens (OMGHE) die Gründung eines IHK-Verbands zunächst nicht zuließ, erlangte die auf Petersens Initiative hin 1946 gegründete Arbeitsgemeinschaft der hessischen IHKs zunächst die Stellung eines inoffiziellen Verbandes. Im August 1948 wurde er Vorsitzender der Arbeitsgemeinschaft der Industrie- und Handelskammern des Vereinigten Wirtschaftsgebietes. Von 1949 bis 1951 war er erster Präsident des wiedergegründeten Deutschen Industrie- und Handelstages. Auf dessen Hamburger Tagung Anfang Juni 1951 wurde er in Erinnerung daran zum Ehrenpräsidenten gewählt.  Ferner führte er den Vorsitz im Gemeinschaftsausschuss der Deutschen Gewerblichen Wirtschaft.

## Engagement für Forschung und Bildung
Petersen, ein enger Freund Otto Hahns, gehörte zu den Mitbegründern der Max-Planck-Gesellschaft. Von 1948 bis 1958 war er Mitglied des Verwaltungsrats und dann ab 1958 Vizepräsident. Er war Vorstandsmitglied des Stifterverbands für die Deutsche Wissenschaft und des Freien Deutschen Hochstifts.
Er war Mitglied der 1956 durch Atomminister Strauß aus Politik, Wirtschaft und Wissenschaft berufenen ersten Deutschen Atomkommission.
Er gehörte zu den Gründungsvätern und Vorstandsmitgliedern der „Wirtschaftspolitische Gesellschaft von 1947“ (WiPoG), einem gemeinnützigen Verein zur Förderung der Sozialen Marktwirtschaft. Am 12. Dezember 1949 gründeten der Mainzer Zeitungsverlag und die WiPoG die Verlags-GmbH in Frankfurt am Main zur Herausgabe der Frankfurter Allgemeinen Zeitung.

## Ehrungen
- Ehrendoktor der Bergakademie Clausthal und der Freien Universität Berlin (1952)
- Ehrenpräsident des Deutschen Industrie- und Handelskammertages[17] und der IHK Frankfurt am Main[7]
- Ehrensenator und -bürger der Universität Frankfurt[17]
- Großes Bundesverdienstkreuz mit Stern (1952)
- Ehren- (1953)[21] und Goetheplakette (1960)[22] der Stadt Frankfurt
- Ehrensenator der Max-Planck-Gesellschaft[23]
- Karmarsch-Denkmünze der Hannoversche Hochschulgemeinschaft (1951)[24]